# Phasicnecus dehanicus
Phasicnecus dehanicus är en fjärilsart som beskrevs av Embrik Strand 1911. Phasicnecus dehanicus ingår i släktet Phasicnecus och familjen Eupterotidae. Inga underarter finns listade i Catalogue of Life.